# Ophir (Colorado)
Ophir es un pueblo situado en el condado de San Miguel, Colorado, Estados Unidos. Tiene una población estimada, a mediados de 2022, de 195 habitantes.

## Geografía
La localidad está ubicada en las coordenadas 37°51′25″N 107°49′52″O / 37.85694, -107.83111 (37.85681, -107.831242).

## Demografía
Según la estimación 2017-2021 de la Oficina del Censo, los ingresos medios de los hogares de la localidad son de $109,519 y los ingresos medios por familia eran $115,893. Alrededor del 7.6% de la población está por debajo de la línea de pobreza.